# Hoogtemeter (gereedschap)

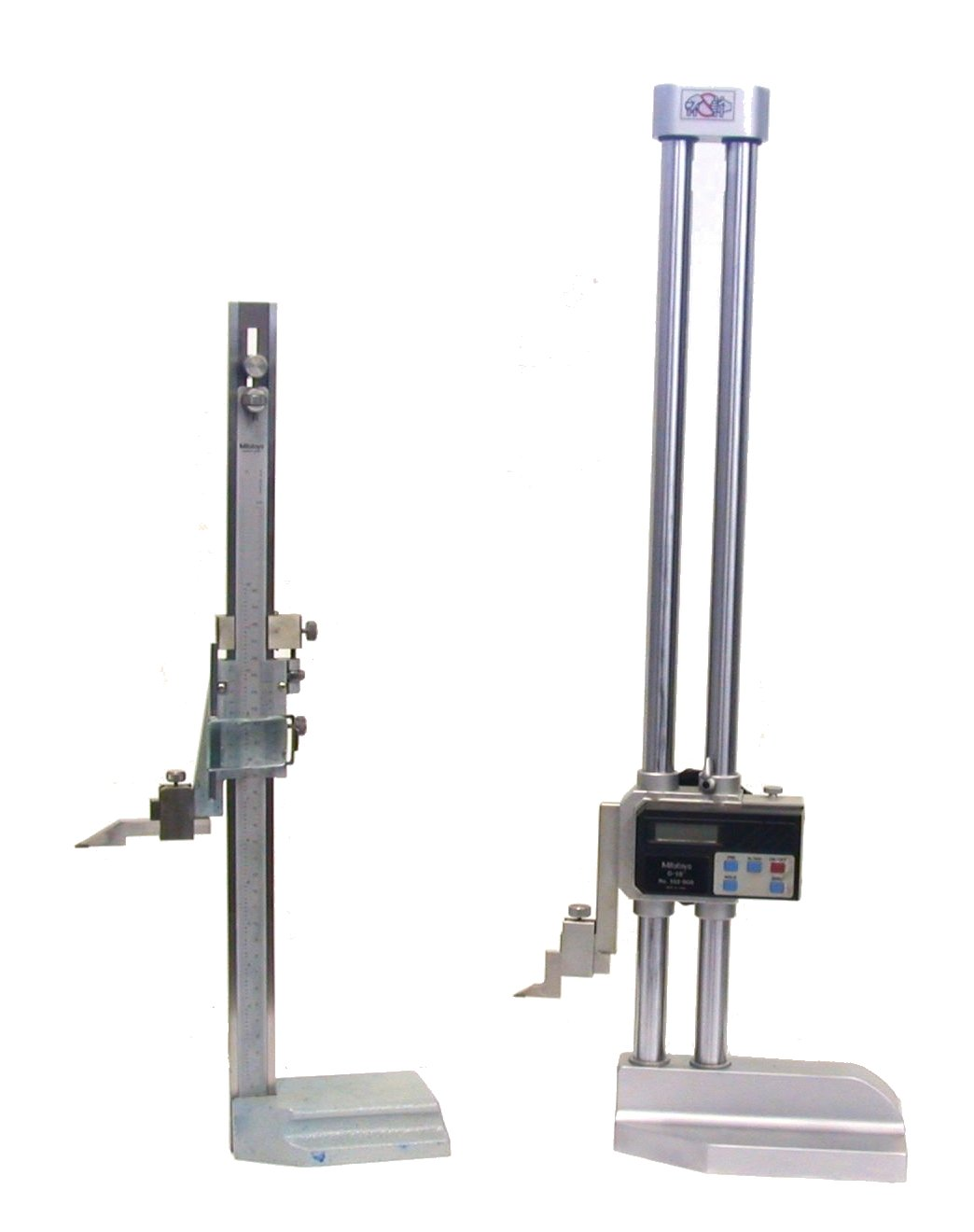
Hoogtemeter in analoge en digitale uitvoering

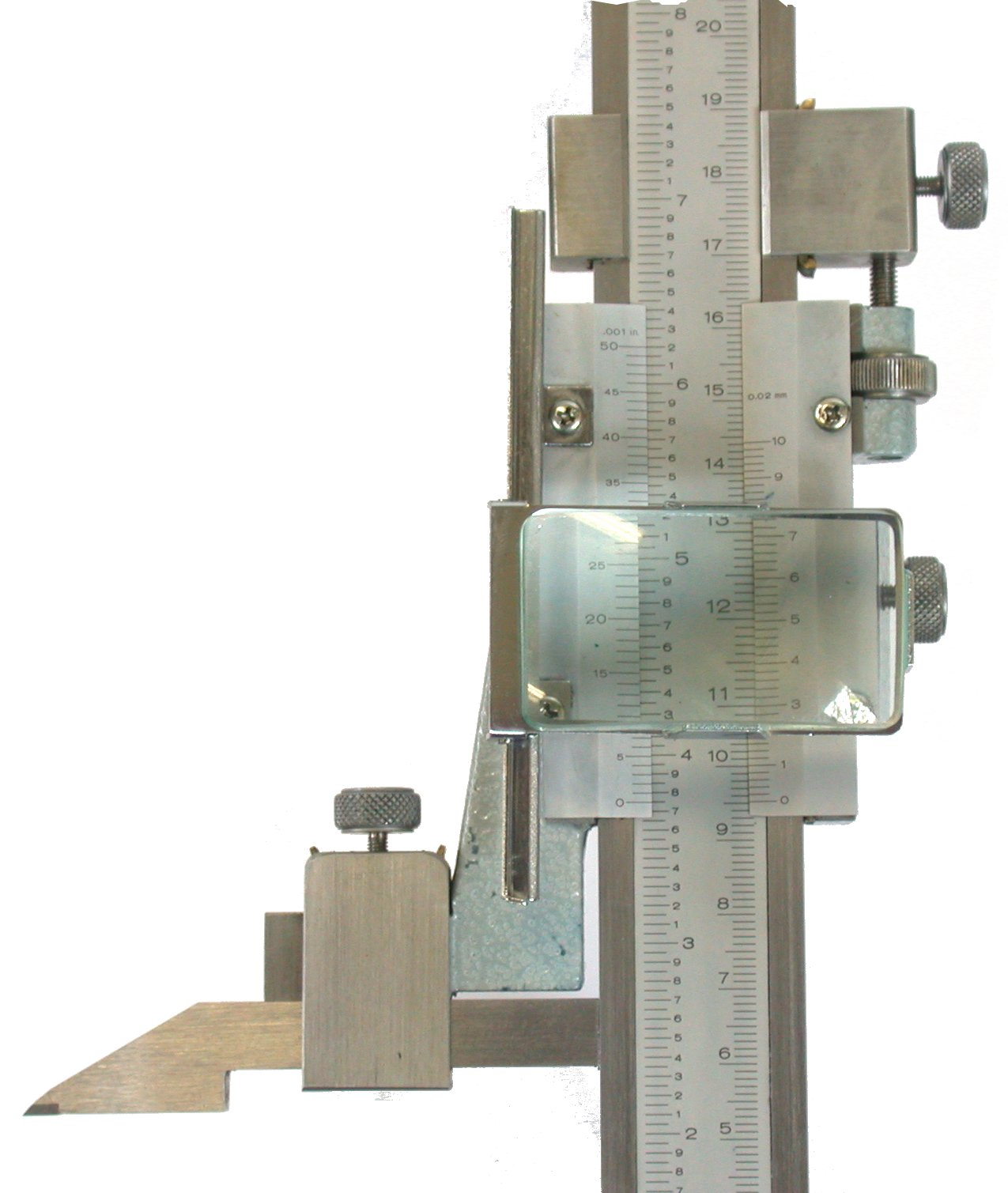
Detail analoge nonius

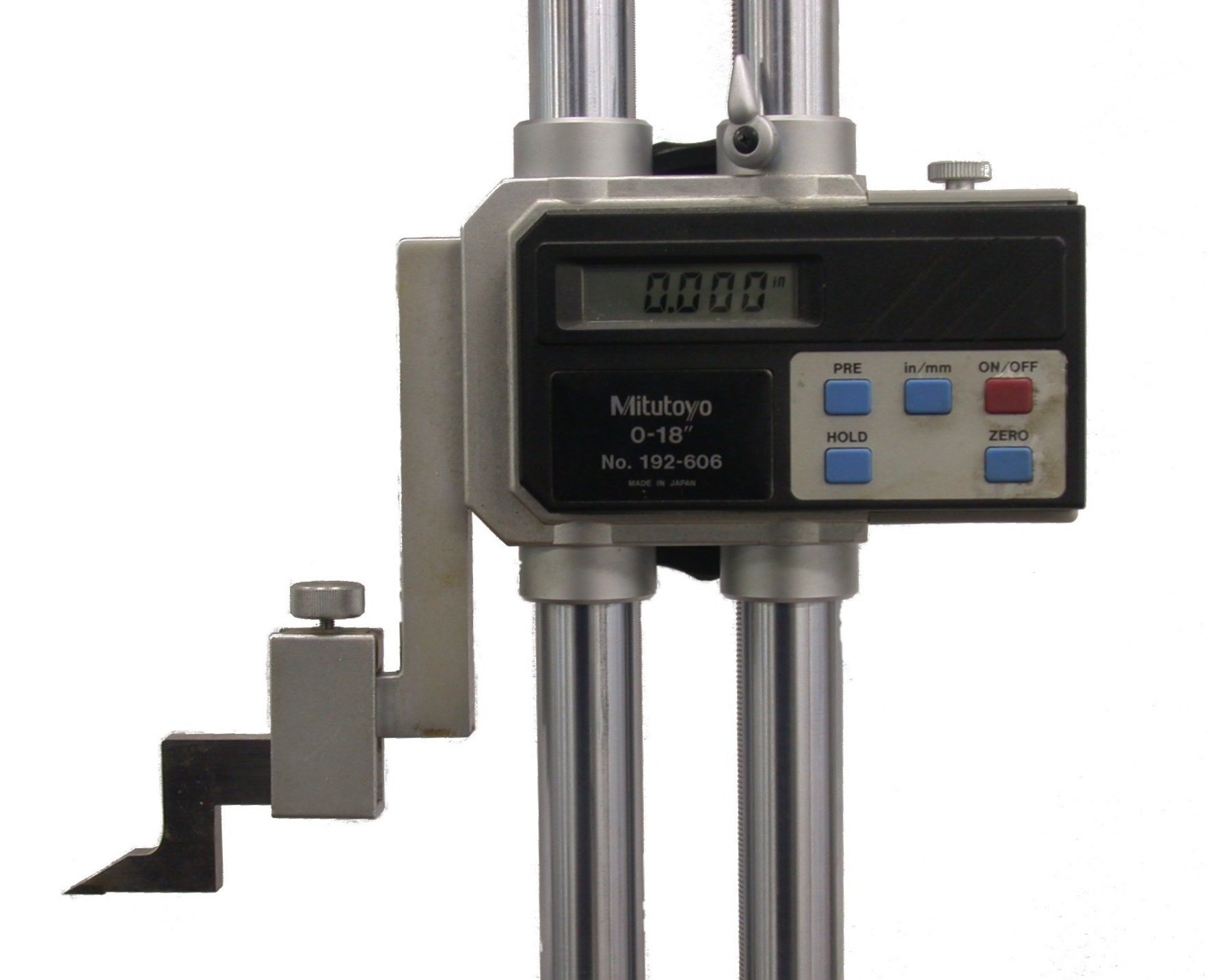
Detail digitale nonius

Een hoogtemeter is een aftekengereedschap dat toegepast wordt in de metaalbewerking. Het dient om kraslijnen op een werkstuk aan te brengen. Langs deze lijnen vinden later bepaalde bewerkingen plaats, zodat het werkstuk de gewenste vormen en afmetingen krijgt.
In principe is de hoogtemeter een combinatie van een krasblok en een standmaat. De hoogtemeter is uitgerust met een nonius, waardoor meestal tot op 0,1 mm nauwkeurig kan worden afgetekend. Deze nonius is vergelijkbaar met die van een schuifmaat. Op de kolom van de hoogtemeter bevindt zich een schuifstuk met twee stelschroeven, een voor de grove instelling en een voor fijnafstelling. Het schuifstuk kan in plaats van een nonius ook voorzien zijn van een digitaal afleesvenster.
Om zeer precies te kunnen aftekenen plaatst men het werkstuk en aftekengereedschap op een vlakplaat. Een vlakplaat is een zware gietijzeren, gietstalen of granieten plaat. Het bovenvlak is zeer glad en zuiver vlak bewerkt.